# Giulia Masotti
(Vincenza) Giulia Masotti, genannt La Dori, Signora Giulia oder Giulia Romana (ca. 1650 wahrscheinlich in Rom – 26. Juni 1701 in Wien) war eine italienische Opernsängerin (Sopran). Sie gilt als größte Primadonna und höchstbezahlte Sängerin der 1660er und 1670er Jahre.

## Leben

### Rom und Venedig 1650–1673
Giulia Masottis genaues Geburtsdatum ist nicht bekannt, aber laut Totenbeschauprotokoll soll sie bei ihrem Tode im Jahr 1701 in Wien 50 Jahre alt gewesen sein.
Giulia war eine Schülerin von Giacomo Carissimi in Rom und wurde zunächst von der Fürstin Margherita Brangiforte di Butera gefördert. Sie sang zunächst für die kultivierten Kreise des römischen Adels, und zu ihren Mäzenen gehörten der toskanische Botschafter (oder Resident) Torquato Montauto und Mitglieder der Familie Medici, Fürst Lorenzo Onofrio Colonna (1637–1689) und seine Gemahlin Maria Mancini und später die Kardinäle Sigismondo und Flavio Chigi.
Valeria De Lucca wies darauf hin, dass Giulia möglicherweise schon 1661 in der Oper Orontea von Antonio Cesti (Musik) und Giovanni Filippo Apolloni (Libretto) auftrat, vermutlich zuerst in Rom im Palazzo Colonna und noch im gleichen Jahr in Florenz (wo eine nicht genau identifizierte „Giulia“ zu den Sängern gehörte).
1662 hörte sie ein Agent der Medici in einem Konzert in Montautos Haus und fand ihren Gesang „exquisit“; er beschrieb sie außerdem als junges Mädchen, das zwar nicht hübsch war, aber sehr gute Manieren hatte. Nur wenige Monate später, für den Karneval 1662–63, wurde sie von dem venezianischen Adligen und Impresario Abbé Vettor Grimani Calergi nach Venedig engagiert, wo sie im Teatro San Luca mit blendendem Erfolg in Cestis Oper La Dori als Primadonna debütierte. Trotz ihres offenbar sehr jungen Alters wurde ihr Part nach ihren Wünschen geändert, weil sie mehr allegro – also lebhafte Arien mit Läufen und Koloraturen – singen wollte, „und nicht affettuoso“. Von dem enthusiastischen Jubel des Publikums berichtete ihr Bühnenpartner, der Kastrat und primo uomo Giuseppe Ghini:

“La Romana [del] Serenissimo Signore poi ha tanto applauso che a mala fatica la lasciano finire che gridano a tal segno che niente più. I sonetti ogni sera volano per il teatro che abbagliano la vista delle persone […]”

„Die Römerin des Durchlauchtigsten Herrn bekommt soviel Applaus, dass sie sie kaum ihre Arien beenden lassen, sofort schreien sie los wie nie zuvor. Jeden Abend fliegen so viele Sonette durch das Theater, dass es den Leuten die Sicht nimmt.“

Auch ein anderer Augenzeuge berichtete, die neue Sängerin aus Rom habe die bisherige Diva Caterina Porri ausgestochen, „so sehr hat sie gefallen, und ganz sicher kann man nicht mehr besser sein, weder stimmlich, noch in der Darstellung der Gefühle (affetti).“ Von diesem ihrem Debüt blieb Giulia auch der Spitzname „La Dori“.
Zurück in Rom, wurde sie von dem Impresario Grimani Calergi und anderen aristokratischen Gönnern mit Briefen belagert, damit sie wieder nach Venedig komme, aber sie beklagte sich immer wieder, dass ihr die Reise zu anstrengend sei, und über ihre angeschlagene Gesundheit. Nach einigem Hin und Her kehrte sie in der nächsten Saison 1663–64 doch nach Venedig zurück und sang im Teatro SS. Giovanni e Paolo in der Oper Rosilena von Giovanni Battista Volpe und in Francesco Cavallis Scipione affricano.
Auch in den nächsten Jahren versuchte man, sie nach Venedig zu engagieren, aber sie lehnte immer aus den gleichen Gründen ab. Erst als man ihr immens hohe Gagen anbot, war sie bereit, für den Karneval 1666–67 wieder nach Venedig zu kommen. Diesmal sang sie in Pietro Andrea Zianis Alciade und wieder in Cestis La Dori, die man in letzter Minute als Ersatz für eine andere Oper auf den Spielplan setzte, die Giulia Masotti nicht gefallen hatte.
In Rom im August 1668 sang sie nachweislich in einer Serenata bei Kardinal Flavio Chigi, und trat im Karneval 1669 mit großem Erfolg in Venedig im Teatro San Luca in Cestis Oper L’Argia auf, wobei ihre Interpretation der Arie Duri lacci Argia sciogliete (im dritten Akt) so sehr gefiel, dass man sie für wertvoller erachtete als eine erfolgreiche (!) Oper an einem Konkurrenz-Theater.
Von 1670 bis 1673 trat sie weiterhin in Venedig in der Oper auf. Da sie nun zwischen den Spielzeiten im Veneto auf einem Landgut der Grimani blieb, hatte sie keine Probleme mehr wegen der anstrengenden Reisen und ihrer Gesundheit. Außer den Brüdern Giovanni Carlo Grimani und Vincenzo Grimani, die die Theater der Familie leiteten, gehörte zu ihren venezianischen Mäzenen auch „Nicoletto“ Dolfin. 1670–71 sang sie im Theater San Giovanni e Paolo in den Opern La Semiramide und L’Heraclio von Pietro Andrea Ziani. Da die erstere beim Publikum keinen Erfolg hatte, wurde sie kurzfristig wieder gegen Masottis Lieblingsoper und den Publikumserfolg La Dori von Cesti ersetzt. Der Agent des Herzogs Johann Friedrich von Braunschweig-Calenberg berichtete: „...Giulia Romana ließ uns Wunder hören, die sie … mit mehr Süße und Nektar vortrug als in der ersten Oper.“
1671–72 hatte sie Auftritte in Zianis Attila und Pagliardis Caligola delirante. Die letzte Oper, die sie in Venedig sang, war der nicht sehr erfolgreiche Domitiano (im Karneval 1673) von Giovanni Antonio Boretti, der kurz vor der Premiere starb.

### Wien 1673–1701
Bereits 1666 berichtete Antonio Cesti, der für den Kaiserhof arbeitete, dass man in Wien beabsichtige, Giulia Masotti als Sängerin für Margarita Teresa, die erste Gemahlin Leopolds I., zu engagieren. Diese Pläne wurden jedoch erst nach dem Tode von Margarita realisiert. Zunächst trat Giulia bei den Feierlichkeiten zur offiziellen Verlobung von Leopold mit seiner zweiten Frau Claudia Felicitas am 5. September 1673 in Innsbruck auf; am 15. Oktober sang sie dann bei der eigentlichen Hochzeit in Graz. Ein anonymer Augenzeuge berichtet (aus Innsbruck):

“Chiuse così lieto giorno la dolce melodia d’una serenata d’Instrumenti, e voci esquisite, resa singolare dal canto della famosa Sra Giulia Romana, che havendo accoppiato il suo gran talento naturale, con uno studio infaticabile, hà accreditata su le rive del Tebro la favolosa memoria delle antiche Sirene, delle quali si narra, che con dolcezza del canto vi facessero in quei tempi più preda, che non saprebbero rapir hoggi tutti i Pirati del’Affrica”

„Dieser so glückliche Tag wurde beschlossen durch die süße Melodie einer Serenata mit Instrumenten und exquisiten Stimmen, die ganz einzigartig wurde durch den Gesang der berühmten Signora Giulia Romana, welche ihr großes Naturtalent mit einem unermüdlichen Studium verbunden hat, und an den Ufern des Tiber die fabelhafte Erinnerung an die antiken Sirenen glaubhaft macht, von denen man erzählt, dass sie mit der Lieblichkeit ihres Gesanges in jenen Zeiten mehr Beute machten, als heutzutage alle Piraten von Afrika.“

Nach der Hochzeit reiste Giulia in einer Sänfte und in Begleitung von Antonio Maria Viviani, dem Musikmeister der neuen Kaiserin, von Graz nach Wien, wo sie etwa Anfang Dezember ankam. Für ihre Anstellung in der Kammermusik der Kaiserin erhielt sie jährlich eine Summe von 1500 Florin plus verschiedene Naturalien, Feuerholz und Geschenke. Dies war zwar keine „astronomische Summe“, aber mehr, als die meisten anderen Musiker und Musikerinnen am Kaiserhof verdienten. Zu ihren Kollegen und Kolleginnen gehörten einige Sänger, die sie vermutlich aus Venedig kannte, und die Geigerin Theresia Schmelzer, Tochter des Vice-Kapellmeisters Johann Heinrich Schmelzer, sowie ein „singendes Mädchen“ („una ragazza che canta di Musica“).
Als Primadonna des Wiener Hofes sang Giulia in den kaiserlichen „Hauskonzerten“ häufig zusammen mit dem hochbezahlten Kastraten Vincenzino (eigentl. Vincenzo Olivicciani), manchmal auch gemeinsam mit der musikalischen Kaiserin Claudia Felicitas höchstpersönlich.
Es sind auch einige größere Opernauftritte nachgewiesen: Zum Geburtstag des Kaisers sang sie am 9. und 10. Juni 1674 die Rolle der Eraclea in Antonio Draghis und Nicolò Minatos Il ratto delle Sabine, neben Vincenzino. Leopold selber berichtete in einem Brief an Graf Harrach: “Die Giulia hat sich in tutta perfettione gehalten”. Ein anderer Zuhörer vermerkte, dass die Mitwirkung von Frauen bei dieser Oper etwas ganz Neues am Kaiserhof war.
Nach der Geburt des ersten Kindes von Leopold und Claudia Felicitas sang Giulia am 30. Oktober 1674 die Rolle der „edlen Vestalin Claudia“ in der Festa teatrale Il fuoco eterno custodito dalle Vestali, mit einem Text von Minato und Musik von Antonio Draghi, Kaiser Leopold, und J. H. Schmelzer. Zu den Sängern gehörten unter anderem die Kastraten Vincenzino, „Clemente“ (Clemens Hader) und „Franzl“ (Adam Franz Günther, Sohn des Organisten Karl Günther an der Michaelerkirche in Wien). Es ist denkbar, dass Giulia auch in anderen Opernproduktionen des Wiener Hofes auftrat, aber ohne dass dies in den zeitgenössischen Korrespondenzen oder Libretti erwähnt wird, denn es war im 17. Jahrhundert nicht üblich, dass die Interpreten in einem Libretto aufgelistet wurden.
Auch nach dem Tode von Claudia Felicitas am 8. April 1676 blieb die Sängerin in Wien und wurde nun der kaiserlichen Hofkapelle zugeteilt.
Nachdem Giulia zunächst mit Andreas Anton, dem Sohn von Johann Heinrich Schmelzer, verlobt gewesen war, der diese Verbindung jedoch aus finanziellen Gründen (!) im Herbst 1675 aufgehoben hatte, heiratete sie am 29. August 1676 den jungen Geiger Ignaz Leopold Kugler (* ca. 1654), Mitglied der Hofkapelle und Sohn des kaiserlichen Konzertmeisters Burckhardt Kugler von Edlfeldt (geadelt 1672). Die Hochzeit fand bei Hofe in den Gemächern der Kaiserin „in Gegenwart vieler Höflinge“ statt, was eine große Ehre für eine nicht adelige Sängerin war und auf die hohe Wertschätzung hindeutet, die Giulia Masotti (und ihr Gemahl) am Kaiserhof genoss.
Es ist nicht genau bekannt, was Giulia nach ihrer Heirat am Wiener Hof machte, und ob sie weiter für den Hof sang. Sie bezog jedoch weiterhin ein Primadonnen-Gehalt von 1860 Florin, während eine einfache (und verheiratete) Sängerin nur 360 Florin bekam.
Mit ihrem Mann hatte sie vier Kinder und lebte mit ihrer Familie 1679 im sogenannten „Ungarischen Haus“ beim Augustinerkloster nahe der Hofburg, und um 1684 am Graben. Giulias Mann starb 1686. 1696 machte Giulia (aus gesundheitlichen Gründen ?) eine Reise in ihre Heimat Rom, gemeinsam mit ihrer Tochter Teresia.
Vincenza Giulia Masotti starb in Wien am 26. Juni 1701.
Ihre Tochter Teresia (1682–1711) war ihre Schülerin und wurde ebenfalls Sängerin. Sie heiratete 1705 den Theorbisten und Komponisten Francesco Conti und sang wie ihre Mutter ebenfalls am Kaiserhof, wo sie bei ihrem Tode als „Frau Theresia Continin Kayl Hoff Musicantin“ bezeichnet wurde. Conti heiratete später die Primadonna Maria Landini.

## Würdigung
Giulia Masotti war eine Sängerin, die sowohl in aristokratischen Kreisen in Rom und Wien, aber auch als hochbezahlte und gefeierte Primadonna in der kommerziellen Oper in Venedig auftrat. Sie wurde nicht nur für ihre wunderbare Stimme und ihren Gesang gefeiert, die süß wie „Nektar“ gewesen sein sollen, auch ihre Ausdrucksfähigkeit muss beachtlich gewesen sein, beispielsweise beschrieb Francesco Maria Massi, wie „Signora Giulia“ die Arie Io moro („Ich sterbe“) „sehr, sehr zart und ganz leise, leise“ („dolcino dolcino, e pianino, pianino“) beendete.
Sie hatte außerdem einen deutlichen Einfluss auf Libretti und Musik. In den Opern, die für sie komponiert oder neu eingerichtet wurden, forderte und erhielt sie die größte und virtuoseste Frauenrolle mit den meisten Arien. Beth L. Glixon wies außerdem darauf hin, dass anscheinend für Giulia (und das sie verehrende Publikum) die neue Sitte einer Aria finale für die Primadonna am Ende einer Oper eingeführt wurde (anstelle von einem abschließenden Ensemble oder Duett); und dass mit Giulia Masottis Auftritten in Venedig zwischen 1662 und 1673 „die Ära der Primadonna begann“.
Auch in Wien hatte Giulia eine herausragende Stellung als eine der höchstbezahlten Musiker am Kaiserhof Leopolds I., auch wenn ihre musikalischen Aktivitäten aus der Zeit nach 1676 wenig dokumentiert sind.

## Einzelanmerkungen
1. ↑  Beth L. Glixon: Giulia Masotti, Venice and the rise of the prima donna. In: Journal of Seventeenth-Century Music. Band 17 (2011), Nr. 1, 2015,  sscm-jscm.org, Abschnitt 2.2.
2. 1 2  Valeria De Lucca: The Power of the Prima Donna: Giulia Masotti‘s Repertoire of Choice. In: Journal of Seventeenth-Century Music. Band 17 (2011), Nr. 1, 2015, online (Abruf am 27. Dezember 2019), Abschnitt 2.1.
3. 1 2  Beth L. Glixon: Giulia Masotti, Venice and the rise of the prima donna. … 2011/2015,  sscm-jscm.org, Abschnitt 2.1.
4. ↑  Beth L. Glixon: Giulia Masotti, Venice and the rise of the prima donna. … 2011/2015, sscm-jscm.org, Abschnitt 2.3.
5. ↑  Beth L. Glixon: Giulia Masotti, Venice and the rise of the prima donna. … 2011/2015,  sscm-jscm.org, Abschnitt 3.9.
6. ↑  Beth L. Glixon: Giulia Masotti, Venice and the rise of the prima donna. … 2011/2015,  sscm-jscm.org, Abschnitt 3.10.
7. ↑  „Sopra l’altre cose vi è una donna nuova venuta di Roma c’ha tolto tutto il vanto a Caterina Porri, tanto è piaciuta, e certo non si può migliorare nè in voce, nè in rappresentazione d’affetti“. Beth L. Glixon: Giulia Masotti, Venice and the rise of the prima donna. … 2011/2015, sscm-jscm.org, Abschnitt 3.10.
8. ↑  Valeria De Lucca: The Power of the Prima Donna: Giulia Masotti’s Repertoire of Choice. … 2015, online (Abruf am 27. Dezember 2019), Abschnitt 7.2.
9. ↑  Beth L. Glixon: Giulia Masotti, Venice and the rise of the prima donna. … 2011/2015,  sscm-jscm.org, Abschnitt 3.14.
10. ↑  Beth L. Glixon: Giulia Masotti, Venice and the rise of the prima donna. … 2011/2015,  sscm-jscm.org, Abschnitt 3.15.
11. ↑  Beth L. Glixon: Giulia Masotti, Venice and the rise of the prima donna. … 2011/2015, sscm-jscm.org, Abschnitte 3.16 bis 4.2.
12. ↑  Beth L. Glixon: Giulia Masotti, Venice and the rise of the prima donna. … 2011/2015, sscm-jscm.org, Abschnitt 4.3.
13. ↑  Beth L. Glixon: Giulia Masotti, Venice and the rise of the prima donna. … 2011/2015,  sscm-jscm.org, Abschnitt 5.4.
14. ↑  Valeria De Lucca: The Power of the Prima Donna: Giulia Masotti‘s Repertoire of Choice. … 2015, online (Abruf am 27. Dezember 2019), Abschnitt 5.3.
15. ↑  Beth L. Glixon: Giulia Masotti, Venice and the rise of the prima donna. … 2011/2015,  sscm-jscm.org, Abschnitt 5.
16. 1 2  Beth L. Glixon: Giulia Masotti, Venice and the rise of the prima donna. … 2011/2015,  sscm-jscm.org, Abschnitt 6.1.
17. ↑  Beth L. Glixon: Giulia Masotti, Venice and the rise of the prima donna. … 2011/2015, sscm-jscm.org, Abschnitt 6.3, 7.1 und 7.2.
18. ↑  Beth L. Glixon: Giulia Masotti, Venice and the rise of the prima donna. … 2011/2015,  sscm-jscm.org, Abschnitt 7.2.
19. ↑  Beth L. Glixon: Giulia Masotti, Venice and the rise of the prima donna. … 2011/2015,  sscm-jscm.org, Table 2 „Giulia Masotti’s Operatic Appearances in Venice, 1662/63–1672/73 “ (erreichbar von Abschnitt 10.1)
20. ↑  Janet K. Page: Sirens on the Danube: Giulia Masotti and Women Singers at the Imperial Court. … 2015, online (Abruf am 27. Dezember 2019), Abschnitt 2.1.
21. ↑  Janet K. Page: Sirens on the Danube: Giulia Masotti and Women Singers at the Imperial Court. … 2015, online, Abschnitt 2.2.
22. ↑  Breve descrizzione del viaggio, et arrivo in Gratz della Maestà dell’Imperatrice Claudia Felice nata Arciduchessa d’Austria &c. e Delle Augustissime Nozze celebrate con la medesima dalla Maestà Cesarea dell’Imperator Leopoldo. Graz: gl’Heredi Widmansterter, [1673]). Hier nach Janet K. Page: Sirens on the Danube: Giulia Masotti and Women Singers at the Imperial Court. … 2015, sscm-jscm.org, Abschnitt 2.2 (Page bringt auch eine englische Übersetzung)
23. ↑  Janet K. Page: Sirens on the Danube: Giulia Masotti and Women Singers at the Imperial Court. … 2015, online, Abschnitt 2.4.
24. ↑  Janet K. Page: Sirens on the Danube: Giulia Masotti and Women Singers at the Imperial Court. … 2015, online, Abschnitt 2.4 und 2.5.
25. ↑  Janet K. Page: Sirens on the Danube: Giulia Masotti and Women Singers at the Imperial Court. … 2015, online, Abschnitt 4.1.
26. 1 2  Janet K. Page: Sirens on the Danube: Giulia Masotti and Women Singers at the Imperial Court. … 2015, online, Abschnitt 4.2 (zu Vincenzino 4.3)
27. ↑  Janet K. Page: Sirens on the Danube: Giulia Masotti and Women Singers at the Imperial Court. … 2015, online, Abschnitt 4.4.
28. ↑  Janet K. Page: Sirens on the Danube: Giulia Masotti and Women Singers at the Imperial Court. … 2015, online (Abruf am 27. Dezember 2019), Abschnitt 4.5.
29. ↑  Janet K. Page: Sirens on the Danube: Giulia Masotti and Women Singers at the Imperial Court. … 2015, online, Abschnitt 5.1.
30. ↑  Janet K. Page: Sirens on the Danube: Giulia Masotti and Women Singers at the Imperial Court. … 2015, online, Abschnitt 5.2.
31. ↑  Page fand eine Briefpassage von 1676, in der Giulias weitere Mitwirkung als Sängerin in Zweifel gezogen wird, und meint, sie habe vielleicht ihre Stimme verloren. Es wäre jedoch genausogut denkbar, dass die Briefstelle sich nur auf ihren veränderten Status bezieht, einerseits wegen des Todes der Kaiserin, und weil sie nun eine verheiratete Frau war, die bald Kinder bekommen würde (was meistens auch Auswirkungen auf die Stimme hat). Janet K. Page: Sirens on the Danube: Giulia Masotti and Women Singers at the Imperial Court. … 2015, online, Abschnitt 5.4.
32. ↑  Janet K. Page: Sirens on the Danube: Giulia Masotti and Women Singers at the Imperial Court. … 2015, online, Abschnitt 5.3.
33. ↑  Janet K. Page: Sirens on the Danube: Giulia Masotti and Women Singers at the Imperial Court. … 2015, online, Abschnitt 5.3.
34. ↑  Janet K. Page: Sirens on the Danube: Giulia Masotti and Women Singers at the Imperial Court. … 2015, online, Abschnitt 5.5.
35. ↑  Colleen Reardon: Letters from the Road: Giulia Masotti and Cardinal Sigismondo Chigi. In: Journal of Seventeenth-Century Music. Band 17 (2011), Nr. 1, 2015, online, Abschnitt 4.3.
36. ↑  Janet K. Page: Sirens on the Danube: Giulia Masotti and Women Singers at the Imperial Court. … 2015, online, Abschnitt 6.3 und Fußnote 95.
37. ↑  Janet K. Page: Sirens on the Danube: Giulia Masotti and Women Singers at the Imperial Court. … 2015, online, Abschnitt 6.5.
38. ↑  Francesco Maria Massi verwendet mehrmals diesen Vergleich in Briefen an Johann Friedrich von Braunschweig, z. B. “...infused by nectar purified in the foundry of the Graces”. Beth L. Glixon: Giulia Masotti, Venice and the rise of the prima donna. … 2011/2015,  sscm-jscm.org, Abschnitt 13.2.
39. ↑  Beth L. Glixon: Giulia Masotti, Venice and the rise of the prima donna. … 2011/2015,  sscm-jscm.org, Abschnitt 13.2.
40. ↑  Valeria De Lucca: The Power of the Prima Donna: Giulia Masotti‘s Repertoire of Choice. … 2015, online (Abruf am 27. Dezember 2019), u. a. Abschnitte 2.8 und 6.
41. ↑  Beth L. Glixon: Giulia Masotti, Venice and the rise of the prima donna. … 2011/2015,  sscm-jscm.org, Abschnitt 10.2 und folgende.
42. ↑  Valeria De Lucca: The Power of the Prima Donna: Giulia Masotti‘s Repertoire of Choice. … 2015, online (Abruf am 27. Dezember 2019), Abschnitt 2.2 und 4.
43. ↑  Beth L. Glixon: Giulia Masotti, Venice and the rise of the prima donna. … 2011/2015,  sscm-jscm.org, Abschnitt 12.
44. ↑  Beth L. Glixon: Giulia Masotti, Venice and the rise of the prima donna. … 2011/2015,  sscm-jscm.org, Abschnitt 13.4.

| Personendaten    | Personendaten                                                            |
| ---------------- | ------------------------------------------------------------------------ |
| NAME             | Masotti, Giulia                                                          |
| ALTERNATIVNAMEN  | Masotti, Vincenza Giulia; La Dori; Giulia Romana; Signora Giulia; Giulia |
| KURZBESCHREIBUNG | italienische Opernsängerin                                               |
| GEBURTSDATUM     | um 1650                                                                  |
| GEBURTSORT       | unsicher: Rom                                                            |
| STERBEDATUM      | 26. Juni 1701                                                            |
| STERBEORT        | Wien                                                                     |